# WireGuard
WireGuard ist eine freie Software zum Aufbau eines virtuellen privaten Netzwerkes (VPN) über eine verschlüsselte Verbindung. Als Besonderheit ist diese VPN-Technik direkt im Betriebssystemkern integriert und erlaubt so eine höhere Verarbeitungsgeschwindigkeit als vergleichbare Lösungen wie IPsec oder OpenVPN. WireGuard verwendet das verbindungslose UDP als Transportprotokoll; TCP wird nicht unterstützt. Im virtuellen Netz können beliebige Protokolle transportiert werden.
WireGuard steht unter der GNU GPLv2 und ist in Linux, FreeBSD, OpenBSD und experimentell in NetBSD als eigenes Kernelmodul implementiert. Mit der Userspace-Implementation wireguard-go ist WireGuard auch für verschiedene andere Betriebssysteme wie macOS, iOS und Microsoft Windows verfügbar.
Zusätzlich zur Kernimplementierung des Protokolls bietet das WireGuard-Projekt auch Anwendungsprogramme für den Endnutzer wie wireguard-tools (für Linux und BSD), wireguard-android, wireguard-windows und wireguard-apple (für iOS und macOS).
Das WireGuard-Protokoll stellt einen sicheren Netzwerktunnel auf Vermittlungsschicht (Layer 3 des ISO/OSI-Referenzmodell) zwischen Endpunkten bereit.
Wireguard bietet aufgrund des Aufbaus einige Vorteile gegenüber anderen VPN-Protokollen: Eine einfache minimierte Codebasis, die damit auch leicht verständlich und überprüfbar ist; hohe Übertragungsgeschwindigkeiten, da für die Verschlüsselung und Übertragung kaum Ressourcen der Server und Clients belastet werden; plattformübergreifende Integration in verschiedene Betriebssysteme wie Windows, Linux, MacOS, Android, iOS und weitere.

## Verschlüsselung
WireGuard ist im Aufbau wesentlich einfacher gestaltet als beispielsweise OpenVPN und verwendet nur einen eingeschränkten Satz an Algorithmen. So wird unter anderem für den Schlüsselaustausch das Verfahren Curve25519 und für die eigentliche Verschlüsselung ChaCha20 verwendet.